# 2nd Battle Squadron
Pour les articles homonymes, voir 2e escadre.
Le 2nd Battle Squadron (2e escadre de bataille) est une ancienne escadre de la Royal Navy composée de cuirassés. Active de 1912 à 1944, elle fait partie de la Grand Fleet durant la Première Guerre mondiale, participant notamment à la bataille du Jutland. Elle intègre ensuite l'Atlantic Fleet puis fait partie de la Home Fleet lorsque la Seconde Guerre mondiale éclate. En 1944, l'escadre est dissoute lors de la formation de la British Pacific Fleet.

## Histoire
En 1916, les huit cuirassés de l'escadre participent à la bataille du Jutland.